# Разважье
Разва́жье (бел. Разважжа) — деревня в Поречском сельсовете Дятловского района Гродненской области Белоруссии. По переписи населения 2009 года в Разважье проживало 57 человек.

## География
Разважье расположено в 13 км к северо-западу от Дятлово, 141 км от Гродно, 25 км от железнодорожной станции Новоельня.

## История
В 1624 году упоминается как село Литовский Розвад в составе Дятловской (Здентельской) волости во владении Сапег.
Согласно переписи населения 1897 года Разважье — деревня в Пацевской волости Слонимского уезда Гродненской губернии (35 домов, 225 жителей). В 1905 году — 215 жителей.
В 1921—1939 годах Разважье находилось в составе межвоенной Польской Республики. В 1923 году в Разважье имелось 41 хозяйство, проживал 201 человек. В сентябре 1939 года Разважье вошло в состав БССР.
В 1996 году Разважье входило в состав колхоза «Поречье». В деревне насчитывалось 76 хозяйств, проживало 135 человек. Имелись животноводческая ферма, магазин.